# 4491 Otaru
A 4491 Otaru (ideiglenes jelöléssel 1988 RP) a Naprendszer kisbolygóövében található aszteroida. Kin Endate,  Vatanabe Kazuró fedezte fel 1988. szeptember 7-én.